# Мария Найденова
Мария Найденова е български стоматолог, работил във Варна. На 3 ноември 1982 година, получава степента кандидат на медицинските науки, и става първият зъболекар във Варна получил тази научна степен.

## Биография
Родена на 9 април 1930 г. в Плиска, България. Умира на 8 октомври 2017 г. в Ньошател, Швейцария.
- 1953 г. – Диплома по стоматология, Медицинска университет (София);
- 1964 г. – Специалност Терапевтична стоматология;
- 1974 г. – Специалност Ортопедична стоматология и ортодонтия;
- 1982 г. – Диплома за кандидат на медицинските науки;

Работи във Варна, България.
Автор на научни статии, а също и на рационализации:

## Рационализации
- Лечение афтозно-медикаментозни стоматити в детството с NAP (1977)
- Метод и устройство за измерване на Stomatitis aphthosa (1980)
- Устройство за еднопосочно придвижване на зъби (1986)
- Допълнително устройство за превъртане на зъби (1987)
- Устройство за рефлекторно отстраняване на вредни навици (1990)

## Публикации
- Some epidemiological and clinical-etiological studies on children with лингва villosa nigra in Stomatologiia (Sofia). 1989 юли-август;71(4):11 – 5. Bulgarian. PMID 2520897 [PubMed – indexed for MEDLINE]
- Clinico-etiological studies of aphthous stomatitis in children, Kaprelian Г, Naĭdenova М, Panaĭotova, Tuncheva K, Gurdevska V., in Stomatologiia (Sofiia). 1976;58(1):17 – 24. Bulgarian. No abstract available. PMID 802348 [PubMed – indexed for MEDLINE]
- Post тетрациклин treatment discoloration of children ' s teeth], Naĭdenova-Н, in Stomatologiia (Sofiia). Май 1975-юни;57(3):197 – 202. Bulgarian. No abstract available. PMID 1077282 [PubMed – indexed for MEDLINE]

|  | Тази страница частично или изцяло представлява превод на страницата Maria Naydenova в Уикипедия на френски. Оригиналният текст, както и този превод, са защитени от Лиценза „Криейтив Комънс – Признание – Споделяне на споделеното“, а за съдържание, създадено преди юни 2009 година – от Лиценза за свободна документация на ГНУ. Прегледайте историята на редакциите на оригиналната страница, както и на преводната страница, за да видите списъка на съавторите. ВАЖНО: Този шаблон се отнася единствено до авторските права върху съдържанието на статията. Добавянето му не отменя изискването да се посочват конкретни източници на твърденията, които да бъдат благонадеждни. |